# 金江津村
金江津村（かなえつむら）とは、茨城県稲敷郡にかつて存在した村である。

## 地理
- 現在の河内町の東部に位置する。
- 村は利根川の北岸に位置する。
- 村域のほとんどは平地である。

## 歴史

### 沿革
- 1889年（明治22年）4月1日 - 町村制施行に伴い、金江津村・片巻村・下加納村・平川村・十三間戸村が合併し千葉県香取郡金江津村が発足。
- 1899年（明治32年）4月1日 - 茨城県稲敷郡に移行。茨城県稲敷郡金江津村になる。同日、千葉県印旛郡豊住村（現在の成田市、栄町）より、利根川の北岸に位置している大字田川を編入。
- 1958年（昭和33年）2月15日 - 金江津村は河内村に編入され、消滅。
- 1966年（昭和41年） - 旧金江津村の一部（旧十三間戸村の一部）は千葉県神崎町に編入。
- 1973年（昭和48年） - 旧金江津村の一部（旧十三間戸村の一部）を東村に編入。

変遷表
| 1868年 以前 | 1868年 以前 | 明治22年 4月1日 | 明治32年 4月1日 | 明治32年 4月1日 | 昭和33年 2月15日 | 昭和41年      | 昭和48年 | 平成8年 | 平成8年 | 平成17年 3月22日 | 現在          |
| 1868年 以前 | 1868年 以前 | 明治22年 4月1日 | 明治32年 4月1日 | 明治32年 4月1日 | 昭和33年 2月15日 | 昭和41年      | 昭和48年 | 6月1日  | 9月1日  | 平成17年 3月22日 | 現在          |
| ----------- | ----------- | --------------- | --------------- | --------------- | ---------------- | ------------- | -------- | ------- | ------- | ---------------- | ------------- |
|             | 十三間戸村  | 金江津村        | 稲敷郡 に移行   | 金江津村        | 河内村 に編入    | 神崎町 に編入 | 神崎町   | 神崎町  | 神崎町  | 神崎町           | 千葉県 神崎町 |
|             | 十三間戸村  | 金江津村        | 稲敷郡 に移行   | 金江津村        | 河内村 に編入    | 河内村        | 東村     | 東村    | 町制    | 稲敷市           | 茨城県 稲敷市 |
|             | 十三間戸村  | 金江津村        | 稲敷郡 に移行   | 金江津村        | 河内村 に編入    | 河内村        | 河内村   | 町制    | 河内町  | 河内町           | 茨城県 河内町 |
|             | 金江津村    | 金江津村        | 稲敷郡 に移行   | 金江津村        | 河内村 に編入    | 河内村        | 河内村   | 町制    | 河内町  | 河内町           | 茨城県 河内町 |
|             | 片巻村      | 金江津村        | 稲敷郡 に移行   | 金江津村        | 河内村 に編入    | 河内村        | 河内村   | 町制    | 河内町  | 河内町           | 茨城県 河内町 |
|             | 平川村      | 金江津村        | 稲敷郡 に移行   | 金江津村        | 河内村 に編入    | 河内村        | 河内村   | 町制    | 河内町  | 河内町           | 茨城県 河内町 |
|             | 下加納新田  | 金江津村        | 稲敷郡 に移行   | 金江津村        | 河内村 に編入    | 河内村        | 河内村   | 町制    | 河内町  | 河内町           | 茨城県 河内町 |
|             | 田川村      | 豊住村 の一部   | 金江津村 に編入 | 金江津村 に編入 | 河内村 に編入    | 河内村        | 河内村   | 町制    | 河内町  | 河内町           | 茨城県 河内町 |

## 人口・世帯

### 人口
総数 [単位： 人]
| 1891年（明治24年） | 4,769 |
| 1911年（大正 1年） | 4,039 |
| 1920年（大正 9年） | 3,872 |
| 1935年（昭和10年） | 2,849 |
| 1950年（昭和25年） | 5,044 |

### 世帯
総数 [単位： 世帯]
| 1920年（大正 9年） | 808 |
| 1935年（昭和10年） | 735 |
| 1950年（昭和25年） | 904 |